# Flèche wallonne féminine 2020
Cet article concerne l'édition féminine de la Flèche wallonne. Pour la course masculine, voir Flèche wallonne 2020.
La 23e édition de la Flèche wallonne féminine a lieu le 30 septembre 2020. C'est la sixième épreuve de l'UCI World Tour féminin 2020.
Initialement prévue le 22 avril, elle est déplacée en septembre en raison de la pandémie de Covid-19. Elle est remportée pour la sixième fois consécutive par la Néerlandaise Anna van der Breggen qui établit ainsi un nouveau record.

## Équipes
| UCI Women's WorldTeams (8)- Alé BTC Ljubljana - Canyon-SRAM Racing - CCC-Liv - FDJ-Nouvelle Aquitaine-Futuroscope - Mitchelton-Scott - Movistar Team - Sunweb Women - Trek-Segafredo Équipes féminines continentales (16)- Arkéa Pro Cycling Team - Aromitalia Vaiano - Astana Women's - Paule Ka - Boels Dolmans - Ceratizit-WNT Pro Cycling - Charente-Maritime Women Cycling - Chevalmeire - Ciclotel - Cogeas Mettler Look - Doltcini-Van Eyck Sport - Lotto Soudal Ladies - Massi Tactic - Parkhotel Valkenburg-Destil - Tibco-Silicon Valley Bank - Valcar-Travel & Service |
| |

## Parcours
Le parcours est proche de celui de l'édition précédente, la Côte du chemin des Gueuses remplaçant la Côte de Cherave. Un grand circuit suivi d'un tour d'un petit circuit sont au programme. Sept côtes sont répertoriées pour cette édition :
| Num | Nom                        | km    | Longueur (m) | Pente moyenne | km de l'arrivée |
| --- | -------------------------- | ----- | ------------ | ------------- | --------------- |
| 1   | Côte de Warre              | 45    | 2 200        | 4,9 %         | 79              |
| 2   | Côte d'Ereffe              | 72,5  | 2 100        | 5 %           | 51,5            |
| 3   | Côte du chemin des Gueuses | 82    | 1 800        | 6,5 %         | 42              |
| 4   | Mur de Huy                 | 92    | 1 300        | 9,6 %         | 32              |
| 5   | Côte d'Ereffe              | 104,5 | 2 100        | 5 %           | 19,5            |
| 6   | Côte du chemin des Gueuses | 114   | 1 800        | 6,5 %         | 10              |
| 7   | Mur de Huy                 | 124   | 1 300        | 9,6 %         | 0               |

## Favorites

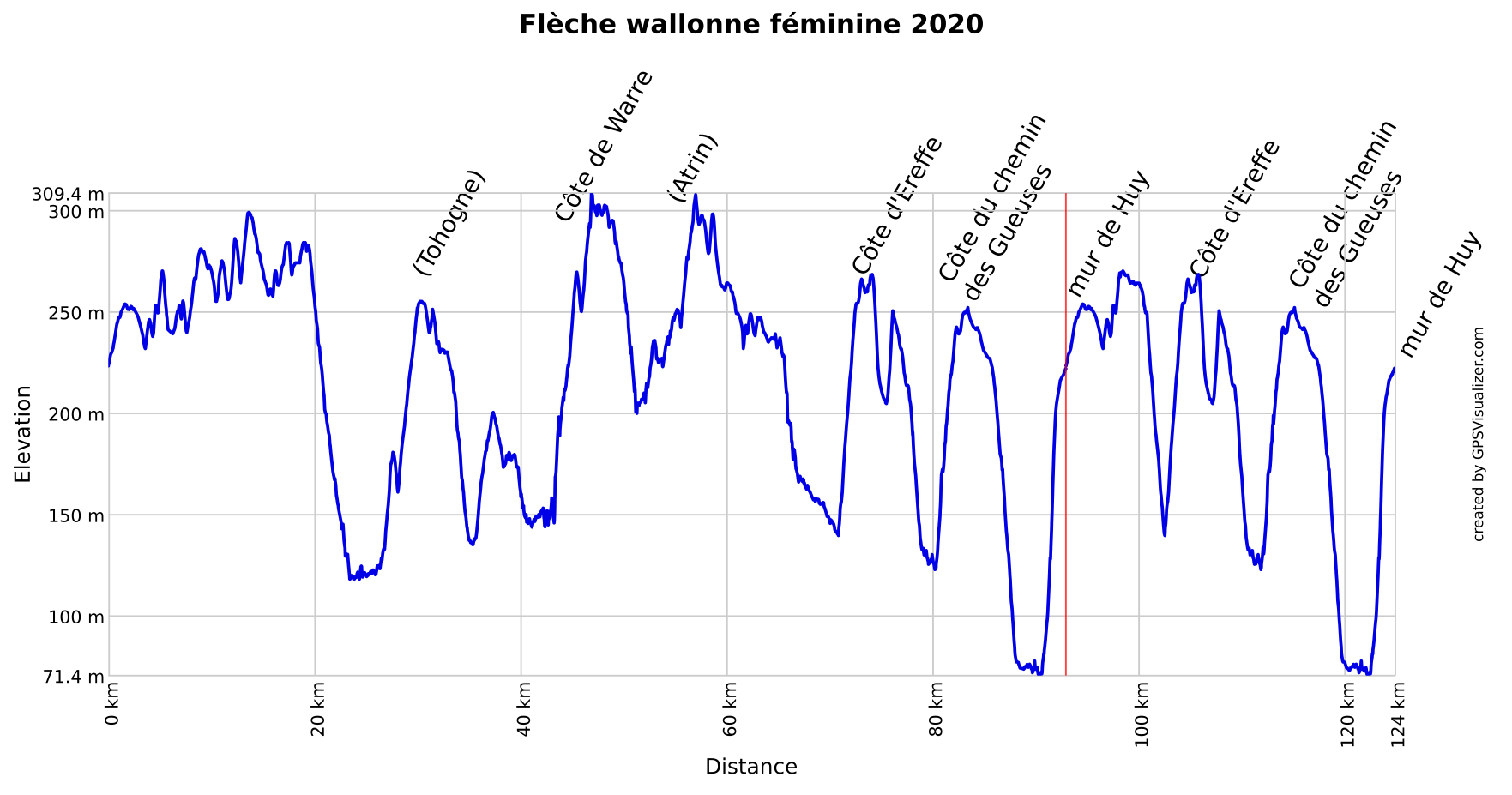
Profil de la course

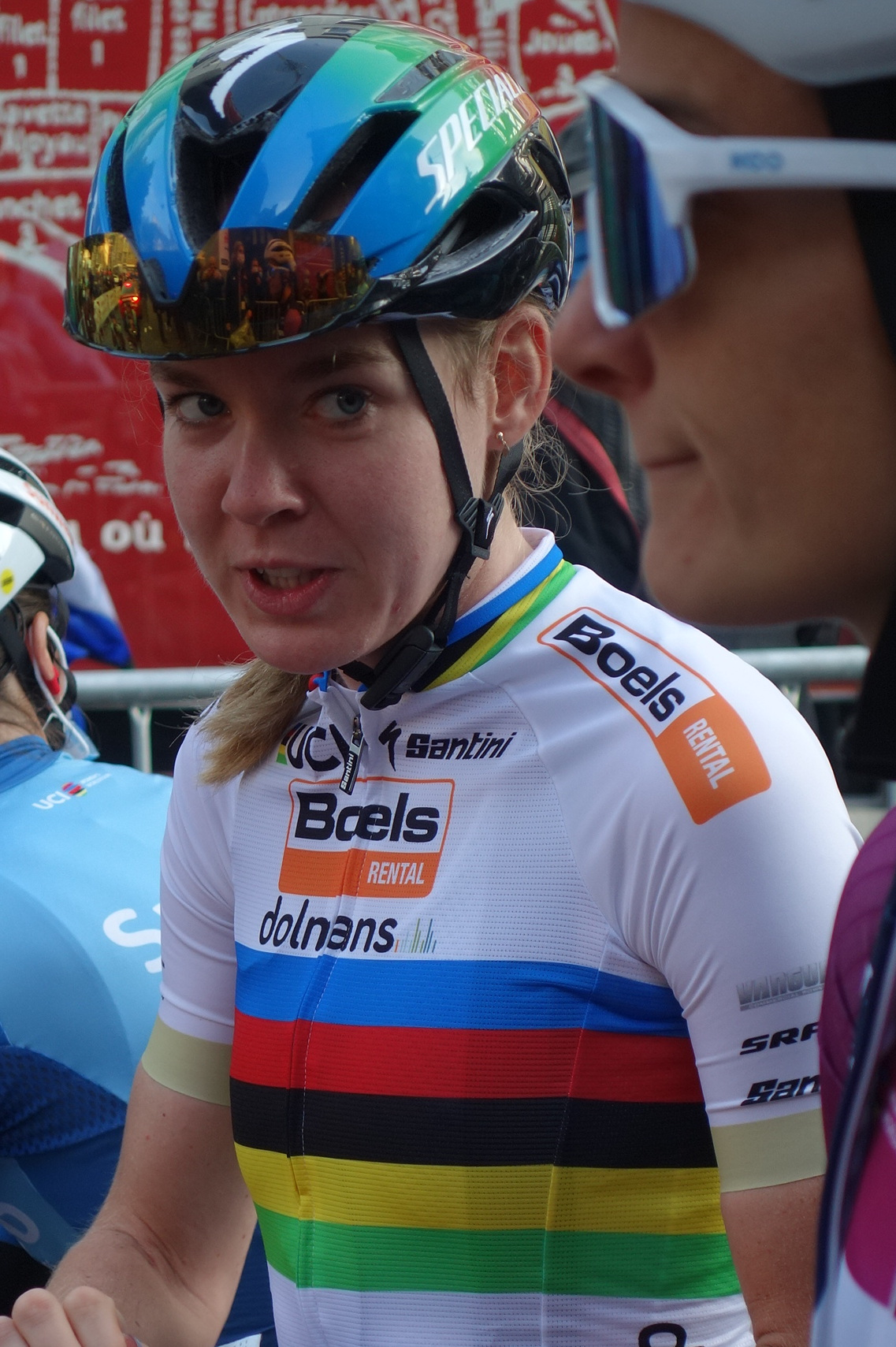
Championne du monde Anna van der Breggen au départ à Huy.

Anna van der Breggen, devenue championne du monde le dimanche d'avant, et cinq fois vainqueur, fait figure de grande favorite de l'épreuve. Les autres favorites sont : Marianne Vos, multiple vainqueur de l'épreuve et en forme sur le Tour d'Italie ; Elisa Longo Borghini, troisième du championnat du monde et du Tour d'Italie ; Elizabeth Deignan, vainqueur de la Course by le Tour de France ; Cecilie Uttrup Ludwig , auteur d'une belle prestation aux championnats du monde ; Katarzyna Niewiadoma qui compte de nombreux podiums sur la course et Liane Lippert.

## Récit de la course
Une échappée se forme dans les premiers kilomètres. Elle est constituée de : Kirstie van Haaften, Mireia Benito et Marieke de Groot. Elle est reprise à cinquante-deux kilomètres de l'arrivée. Un nouveau groupe part immédiatement après avec : Amy Pieters, Chantal van den Broek-Blaak, Anouska Koster, Hannah Barnes, Audrey Cordon-Ragot, Floortje Mackaij et Elise Chabbey. Il passe au sommet du mur de Huy avec une trentaine de secondes d'avance sur le peloton. Ashleigh Moolman-Pasio y accélère et provoque une sélection ainsi qu'un regroupement avec la tête de course. Le peloton a alors environ trente coureuses. Il est mené par la Trek Segafredo. Cecilie Uttrup Ludwig est victime d'un ennui mécanique et change de vélo. Elle effectue la poursuite seule. À dix-neuf kilomètres de l'arrivée, Elise Chabbey repart à l'avant, mais sa tentative est de courte durée. La Boels Dolmans prend les choses en main dans le final. Le peloton a dix-sept unités au pied du mur de Huy. Anna van der Breggen donne l'allure. Demi Vollering attaque, mais trop tôt, et est reprise. Seule Cecilie Uttrup Ludwig parvient à suivre van der Breggen, qui accélère dans les derniers mètres pour s'imposer pour la sixième fois.

## Classements

### Classement final
| \| Classement général \| Classement général \| Classement général \| Classement général \| Classement général \| \| Coureuse \| Coureuse \| Pays \| Équipe \| Temps \| \| ------------------ \| --------------------- \| ------------------ \| ---------------------------------- \| ------------------ \| \| 1re \| Anna van der Breggen \| Pays-Bas \| Boels Dolmans \| 3 h 17 min 28 s \| \| 2e \| Cecilie Uttrup Ludwig \| Danemark \| FDJ-Nouvelle Aquitaine-Futuroscope \| + 2 s \| \| 3e \| Demi Vollering \| Pays-Bas \| Parkhotel Valkenburg \| + 6 s \| \| 4e \| Lizzie Deignan \| Royaume-Uni \| Trek-Segafredo \| + 11 s \| \| 5e \| Elisa Longo Borghini \| Italie \| Trek-Segafredo \| + 11 s \| \| 6e \| Ashleigh Moolman \| Afrique du Sud \| CCC-Liv \| + 11 s \| \| 7e \| Mikayla Harvey \| Nouvelle-Zélande \| Paule Ka \| + 11 s \| \| 8e \| Liane Lippert \| Allemagne \| Sunweb \| + 18 s \| \| 9e \| Marianne Vos \| Pays-Bas \| CCC-Liv \| + 22 s \| \| 10e \| Katarzyna Niewiadoma \| Pologne \| Canyon-SRAM Racing \| + 25 s \| |                       |                  |                                    |                 |
| |                       |                  |                                    |                 |
| Source : ProCyclingStats |                       |                  |                                    |                 |
| Classement général |                       |                  |                                    |                 |
| Coureuse | Coureuse              | Pays             | Équipe                             | Temps           |
| 1re | Anna van der Breggen  | Pays-Bas         | Boels Dolmans                      | 3 h 17 min 28 s |
| 2e | Cecilie Uttrup Ludwig | Danemark         | FDJ-Nouvelle Aquitaine-Futuroscope | + 2 s           |
| 3e | Demi Vollering        | Pays-Bas         | Parkhotel Valkenburg               | + 6 s           |
| 4e | Lizzie Deignan        | Royaume-Uni      | Trek-Segafredo                     | + 11 s          |
| 5e | Elisa Longo Borghini  | Italie           | Trek-Segafredo                     | + 11 s          |
| 6e | Ashleigh Moolman      | Afrique du Sud   | CCC-Liv                            | + 11 s          |
| 7e | Mikayla Harvey        | Nouvelle-Zélande | Paule Ka                           | + 11 s          |
| 8e | Liane Lippert         | Allemagne        | Sunweb                             | + 18 s          |
| 9e | Marianne Vos          | Pays-Bas         | CCC-Liv                            | + 22 s          |
| 10e | Katarzyna Niewiadoma  | Pologne          | Canyon-SRAM Racing                 | + 25 s          |

### UCI World Tour

#### Points attribués
| Position           | 1er | 2e  | 3e  | 4e  | 5e | 6e | 7e | 8e | 9e | 10e | 11e | 12e | 13e | 14e | 15e | 16e à 30e | 31e à 40e |
| Classement général | 200 | 150 | 125 | 100 | 85 | 70 | 60 | 50 | 40 | 35  | 30  | 25  | 20  | 15  | 10  | 5         | 3         |

| Classement par points | Classement par points | Classement par points | Classement par points              | Classement par points |
| Coureuse              | Coureuse              | Pays                  | Équipe                             | Points                |
| --------------------- | --------------------- | --------------------- | ---------------------------------- | --------------------- |
| 1re                   | Anna van der Breggen  | Pays-Bas              | Boels Dolmans                      | 1149 pts              |
| 2e                    | Lizzie Deignan        | Royaume-Uni           | Trek-Segafredo                     | 1122 pts              |
| 3e                    | Elisa Longo Borghini  | Italie                | Trek-Segafredo                     | 897 pts               |
| 4e                    | Cecilie Uttrup Ludwig | Danemark              | FDJ-Nouvelle Aquitaine-Futuroscope | 784 pts               |
| 5e                    | Marianne Vos          | Pays-Bas              | CCC-Liv                            | 754 pts               |
| 6e                    | Liane Lippert         | Allemagne             | Sunweb                             | 746 pts               |
| 7e                    | Katarzyna Niewiadoma  | Pologne               | Canyon-SRAM Racing                 | 723 pts               |
| 8e                    | Annemiek van Vleuten  | Pays-Bas              | Mitchelton-Scott                   | 717 pts               |
| 9e                    | Demi Vollering        | Pays-Bas              | Parkhotel Valkenburg               | 560 pts               |
| 10e                   | Mikayla Harvey        | Nouvelle-Zélande      | Paule Ka                           | 485 pts               |

| Classement par points | Classement par points | Classement par points | Classement par points              | Classement par points |
| Coureuse              | Coureuse              | Pays                  | Équipe                             | Points                |
| --------------------- | --------------------- | --------------------- | ---------------------------------- | --------------------- |
| 1re                   | Anna van der Breggen  | Pays-Bas              | Boels Dolmans                      | 1149 pts              |
| 2e                    | Lizzie Deignan        | Royaume-Uni           | Trek-Segafredo                     | 1122 pts              |
| 3e                    | Elisa Longo Borghini  | Italie                | Trek-Segafredo                     | 897 pts               |
| 4e                    | Cecilie Uttrup Ludwig | Danemark              | FDJ-Nouvelle Aquitaine-Futuroscope | 784 pts               |
| 5e                    | Marianne Vos          | Pays-Bas              | CCC-Liv                            | 754 pts               |
| 6e                    | Liane Lippert         | Allemagne             | Sunweb                             | 746 pts               |
| 7e                    | Katarzyna Niewiadoma  | Pologne               | Canyon-SRAM Racing                 | 723 pts               |
| 8e                    | Annemiek van Vleuten  | Pays-Bas              | Mitchelton-Scott                   | 717 pts               |
| 9e                    | Demi Vollering        | Pays-Bas              | Parkhotel Valkenburg               | 560 pts               |
| 10e                   | Mikayla Harvey        | Nouvelle-Zélande      | Paule Ka                           | 485 pts               |

| Classement du meilleur jeune | Classement du meilleur jeune | Classement du meilleur jeune | Classement du meilleur jeune       | Classement du meilleur jeune |
| Coureuse                     | Coureuse                     | Pays                         | Équipe                             | Points                       |
| ---------------------------- | ---------------------------- | ---------------------------- | ---------------------------------- | ---------------------------- |
| 1re                          | Liane Lippert                | Allemagne                    | Sunweb                             | 20 pts                       |
| 2e                           | Mikayla Harvey               | Nouvelle-Zélande             | Paule Ka                           | 16 pts                       |
| 3e                           | Elisa Balsamo                | Italie                       | Valcar-Travel & Service            | 6 pts                        |
| 4e                           | Chiara Consonni              | Italie                       | Valcar-Travel & Service            | 6 pts                        |
| 5e                           | Évita Muzic                  | France                       | FDJ-Nouvelle Aquitaine-Futuroscope | 4 pts                        |
| 6e                           | Ella Harris                  | Nouvelle-Zélande             | Canyon-SRAM Racing                 | 4 pts                        |
| 7e                           | Letizia Borghesi             | Italie                       | Aromitalia Vaiano                  | 2 pts                        |
| 8e                           | Juliette Labous              | France                       | Sunweb                             | 2 pts                        |

| Classement du meilleur jeune | Classement du meilleur jeune | Classement du meilleur jeune | Classement du meilleur jeune       | Classement du meilleur jeune |
| Coureuse                     | Coureuse                     | Pays                         | Équipe                             | Points                       |
| ---------------------------- | ---------------------------- | ---------------------------- | ---------------------------------- | ---------------------------- |
| 1re                          | Liane Lippert                | Allemagne                    | Sunweb                             | 20 pts                       |
| 2e                           | Mikayla Harvey               | Nouvelle-Zélande             | Paule Ka                           | 16 pts                       |
| 3e                           | Elisa Balsamo                | Italie                       | Valcar-Travel & Service            | 6 pts                        |
| 4e                           | Chiara Consonni              | Italie                       | Valcar-Travel & Service            | 6 pts                        |
| 5e                           | Évita Muzic                  | France                       | FDJ-Nouvelle Aquitaine-Futuroscope | 4 pts                        |
| 6e                           | Ella Harris                  | Nouvelle-Zélande             | Canyon-SRAM Racing                 | 4 pts                        |
| 7e                           | Letizia Borghesi             | Italie                       | Aromitalia Vaiano                  | 2 pts                        |
| 8e                           | Juliette Labous              | France                       | Sunweb                             | 2 pts                        |

| Classement par équipes aux points | Classement par équipes aux points  | Classement par équipes aux points | Classement par équipes aux points |
| Équipe                            | Équipe                             | Pays                              | Points                            |
| --------------------------------- | ---------------------------------- | --------------------------------- | --------------------------------- |
| 1re                               | Trek-Segafredo                     | États-Unis                        | 2504 pts                          |
| 2e                                | CCC-Liv                            | Pologne                           | 1501 pts                          |
| 3e                                | Boels Dolmans                      | Pays-Bas                          | 1445 pts                          |
| 4e                                | Paule Ka                           | Suisse                            | 1400 pts                          |
| 5e                                | Sunweb Women                       | Pays-Bas                          | 1382 pts                          |
| 6e                                | FDJ-Nouvelle Aquitaine-Futuroscope | France                            | 1338 pts                          |
| 7e                                | Canyon-SRAM Racing                 | Allemagne                         | 1242 pts                          |
| 8e                                | Mitchelton-Scott                   | Australie                         | 1168 pts                          |
| 9e                                | Alé BTC Ljubljana                  | Italie                            | 963 pts                           |
| 10e                               | Parkhotel Valkenburg-Destil        | Pays-Bas                          | 648 pts                           |

| Classement par équipes aux points | Classement par équipes aux points  | Classement par équipes aux points | Classement par équipes aux points |
| Équipe                            | Équipe                             | Pays                              | Points                            |
| --------------------------------- | ---------------------------------- | --------------------------------- | --------------------------------- |
| 1re                               | Trek-Segafredo                     | États-Unis                        | 2504 pts                          |
| 2e                                | CCC-Liv                            | Pologne                           | 1501 pts                          |
| 3e                                | Boels Dolmans                      | Pays-Bas                          | 1445 pts                          |
| 4e                                | Paule Ka                           | Suisse                            | 1400 pts                          |
| 5e                                | Sunweb Women                       | Pays-Bas                          | 1382 pts                          |
| 6e                                | FDJ-Nouvelle Aquitaine-Futuroscope | France                            | 1338 pts                          |
| 7e                                | Canyon-SRAM Racing                 | Allemagne                         | 1242 pts                          |
| 8e                                | Mitchelton-Scott                   | Australie                         | 1168 pts                          |
| 9e                                | Alé BTC Ljubljana                  | Italie                            | 963 pts                           |
| 10e                               | Parkhotel Valkenburg-Destil        | Pays-Bas                          | 648 pts                           |

## Liste des participants
| Légende | Légende                                                                    | Légende | Légende                                                    |
| ------- | -------------------------------------------------------------------------- | ------- | ---------------------------------------------------------- |
| Num     | Dossard de départ porté par le coureur sur cette Flèche wallonne féminine  | Pos     | Position à l'arrivée de la course                          |
|         | Indique un maillot de champion national ou mondial, suivi de sa spécialité | NP      | Indique un coureur qui n'a pas pris le départ de la course |
| AB      | Indique un coureur qui n'a pas terminé la course                           | HD      | Indique un coureur qui a terminé la course hors des délais |

| Boels Dolmans DLT | Boels Dolmans DLT                  | Boels Dolmans DLT |
| ----------------- | ---------------------------------- | ----------------- |
| Num               | Coureuse                           | Pos               |
| 1                 | Anna van der Breggen (NED) (route) | 1re               |
| 2                 | Eva Buurman (NED)                  | 75e               |
| 3                 | Karol-Ann Canuel (CAN) (route)     | 53e               |
| 4                 | Christine Majerus (LUX) (route)    | 45e               |
| 5                 | Amy Pieters (NED)                  | 19e               |
| 7                 | Chantal van den Broek-Blaak (NED)  | 21e               |

| Mitchelton-Scott MTS | Mitchelton-Scott MTS   | Mitchelton-Scott MTS |
| -------------------- | ---------------------- | -------------------- |
| Num                  | Coureuse               | Pos                  |
| 12                   | Jessica Allen (AUS)    | 101e                 |
| 13                   | Grace Brown (AUS)      | 13e                  |
| 14                   | Janneke Ensing (NED)   | 104e                 |
| 15                   | Lucy Kennedy (AUS)     | 14e                  |
| 16                   | Georgia Williams (NZL) | 68e                  |

| CCC-Liv CCC | CCC-Liv CCC                    | CCC-Liv CCC |
| ----------- | ------------------------------ | ----------- |
| Num         | Coureuse                       | Pos         |
| 21          | Marianne Vos (NED)             | 9e          |
| 22          | Sofia Bertizzolo (ITA)         | 84e         |
| 23          | Ashleigh Moolman (RSA) (route) | 6e          |
| 24          | Soraya Paladin (ITA)           | 86e         |
| 25          | Pauliena Rooijakkers (NED)     | 29e         |
| 26          | Sabrina Stultiens (NED)        | 32e         |

| Parkhotel Valkenburg PHV | Parkhotel Valkenburg PHV | Parkhotel Valkenburg PHV |
| ------------------------ | ------------------------ | ------------------------ |
| Num                      | Coureuse                 | Pos                      |
| 31                       | Demi Vollering (NED)     | 3e                       |
| 32                       | Nina Buysman (NED)       | 77e                      |
| 33                       | Anouska Koster (NED)     | 27e                      |
| 34                       | Hanna Nilsson (SWE)      | 36e                      |
| 35                       | Karlijn Swinkels (NED)   | 63e                      |
| 36                       | Nancy van der Burg (NED) | 23e                      |

| Canyon-SRAM Racing CSR | Canyon-SRAM Racing CSR     | Canyon-SRAM Racing CSR |
| ---------------------- | -------------------------- | ---------------------- |
| Num                    | Coureuse                   | Pos                    |
| 41                     | Katarzyna Niewiadoma (POL) | 10e                    |
| 43                     | Hannah Barnes (GBR)        | 20e                    |
| 44                     | Elena Cecchini (ITA)       | 47e                    |
| 45                     | Tiffany Cromwell (AUS)     | 39e                    |
| 46                     | Alexis Magner (USA)        | 87e                    |
| 48                     | Omer Shapira (ISR) (route) | 49e                    |

| Trek-Segafredo TFS | Trek-Segafredo TFS                | Trek-Segafredo TFS |
| ------------------ | --------------------------------- | ------------------ |
| Num                | Coureuse                          | Pos                |
| 51                 | Lizzie Deignan (GBR)              | 4e                 |
| 52                 | Audrey Cordon-Ragot (FRA) (route) | 37e                |
| 53                 | Elisa Longo Borghini (ITA)        | 5e                 |
| 54                 | Anna Plichta (POL)                | AB                 |
| 55                 | Tayler Wiles (USA)                | AB                 |
| 56                 | Ruth Edwards (USA) (route)        | 31e                |

| FDJ-Nouvelle Aquitaine-Futuroscope FDJ | FDJ-Nouvelle Aquitaine-Futuroscope FDJ | FDJ-Nouvelle Aquitaine-Futuroscope FDJ |
| -------------------------------------- | -------------------------------------- | -------------------------------------- |
| Num                                    | Coureuse                               | Pos                                    |
| 61                                     | Cecilie Uttrup Ludwig (DEN)            | 2e                                     |
| 62                                     | Brodie Chapman (AUS)                   | 48e                                    |
| 63                                     | Eugénie Duval (FRA)                    | 79e                                    |
| 64                                     | Victorie Guilman (FRA)                 | 70e                                    |
| 65                                     | Évita Muzic (FRA)                      | 56e                                    |
| 66                                     | Jade Wiel (FRA)                        | 78e                                    |

| Sunweb SUN | Sunweb SUN             | Sunweb SUN |
| ---------- | ---------------------- | ---------- |
| Num        | Coureuse               | Pos        |
| 71         | Liane Lippert (GER)    | 8e         |
| 72         | Alison Jackson (CAN)   | 40e        |
| 73         | Leah Kirchmann (CAN)   | 44e        |
| 74         | Juliette Labous (FRA)  | 22e        |
| 75         | Floortje Mackaij (NED) | 18e        |
| 76         | Wilma Olausson (SWE)   | 91e        |

| Alé BTC Ljubljana ALE | Alé BTC Ljubljana ALE      | Alé BTC Ljubljana ALE |
| --------------------- | -------------------------- | --------------------- |
| Num                   | Coureuse                   | Pos                   |
| 81                    | Mavi García (ESP) (route)  | 38e                   |
| 82                    | Eugenia Bujak (SLO)        | 34e                   |
| 83                    | Anastasia Chursina (RUS)   | 16e                   |
| 84                    | Tatiana Guderzo (ITA)      | 85e                   |
| 85                    | Urša Pintar (SLO) (route)  | 25e                   |
| 86                    | Eri Yonamine (JPN) (route) | 50e                   |

| Movistar Team MOV | Movistar Team MOV         | Movistar Team MOV |
| ----------------- | ------------------------- | ----------------- |
| Num               | Coureuse                  | Pos               |
| 91                | Katrine Aalerud (NOR)     | 11e               |
| 93                | Jelena Erić (SRB) (route) | 28e               |
| 94                | Alicia González (ESP)     | 93e               |
| 95                | Paula Patiño (COL)        | 41e               |
| 96                | Gloria Rodríguez (ESP)    | 51e               |
| 98                | Lourdes Oyarbide (ESP)    | 99e               |

| Ceratizit-WNT Pro Cycling WNT | Ceratizit-WNT Pro Cycling WNT | Ceratizit-WNT Pro Cycling WNT |
| ----------------------------- | ----------------------------- | ----------------------------- |
| Num                           | Coureuse                      | Pos                           |
| 101                           | Erica Magnaldi (ITA)          | 42e                           |
| 102                           | Laura Asencio (FRA)           | 89e                           |
| 103                           | Kathrin Hammes (GER)          | 66e                           |
| 104                           | Julie Norman Leth (DEN)       | 83e                           |
| 105                           | Sarah Rijkes (AUT)            | 69e                           |
| 106                           | Lara Vieceli (ITA)            | 73e                           |

| Valcar-Travel & Service VAL | Valcar-Travel & Service VAL | Valcar-Travel & Service VAL |
| --------------------------- | --------------------------- | --------------------------- |
| Num                         | Coureuse                    | Pos                         |
| 111                         | Marta Cavalli (ITA)         | 17e                         |
| 112                         | Elisa Balsamo (ITA)         | 46e                         |
| 113                         | Vittoria Guazzini (ITA)     | 88e                         |
| 115                         | Federica Piergiovanni (ITA) | AB                          |
| 116                         | Silvia Pollicini (ITA)      | 102e                        |

| Paule Ka EPK | Paule Ka EPK                     | Paule Ka EPK |
| ------------ | -------------------------------- | ------------ |
| Num          | Coureuse                         | Pos          |
| 121          | Mikayla Harvey (NZL)             | 7e           |
| 122          | Elise Chabbey (SUI)              | 24e          |
| 123          | Niamh Fisher-Black (NZL) (route) | 12e          |
| 124          | Nikola Nosková (CZE)             | 52e          |

| Lotto Soudal Ladies LSL | Lotto Soudal Ladies LSL  | Lotto Soudal Ladies LSL |
| ----------------------- | ------------------------ | ----------------------- |
| Num                     | Coureuse                 | Pos                     |
| 131                     | Julie Van de Velde (BEL) | AB                      |
| 132                     | Teuntje Beekhuis (NED)   | 43e                     |
| 135                     | Lone Meertens (BEL)      | 97e                     |
| 136                     | Jesse Vandenbulcke (BEL) | AB                      |

| Cogeas-Mettler-Look Pro Cycling Team CGS | Cogeas-Mettler-Look Pro Cycling Team CGS | Cogeas-Mettler-Look Pro Cycling Team CGS |
| ---------------------------------------- | ---------------------------------------- | ---------------------------------------- |
| Num                                      | Coureuse                                 | Pos                                      |
| 141                                      | Maria Novolodskaya (RUS)                 | 58e                                      |
| 142                                      | Annabel Fisher (GBR)                     | AB                                       |
| 143                                      | Iuliia Galimullina (RUS)                 | 94e                                      |
| 144                                      | Aigul Gareeva (RUS)                      | 57e                                      |
| 146                                      | Noemi Rüegg (SUI)                        | AB                                       |
| 147                                      | Diana Klimova (RUS) (route)              | 59e                                      |

| Astana Women's ASA | Astana Women's ASA    | Astana Women's ASA |
| ------------------ | --------------------- | ------------------ |
| Num                | Coureuse              | Pos                |
| 151                | Lisandra Guerra (CUB) | 35e                |
| 153                | Liliana Moreno (COL)  | AB                 |
| 155                | Katia Ragusa (ITA)    | 30e                |
| 156                | Olga Shekel (UKR)     | AB                 |

| Tibco-Silicon Valley Bank TIB | Tibco-Silicon Valley Bank TIB | Tibco-Silicon Valley Bank TIB |
| ----------------------------- | ----------------------------- | ----------------------------- |
| Num                           | Coureuse                      | Pos                           |
| 161                           | Lauren Stephens (USA)         | 15e                           |
| 162                           | Leah Dixon (GBR)              | 80e                           |
| 163                           | Kristen Faulkner (USA)        | 33e                           |
| 164                           | Nina Kessler (NED)            | 71e                           |
| 165                           | Sharlotte Lucas (NZL) (route) | 81e                           |
| 166                           | Shannon Malseed (AUS)         | AB                            |

| Doltcini-Van Eyck-Proximus DVE | Doltcini-Van Eyck-Proximus DVE      | Doltcini-Van Eyck-Proximus DVE |
| ------------------------------ | ----------------------------------- | ------------------------------ |
| Num                            | Coureuse                            | Pos                            |
| 171                            | Nicole Hanselmann (SUI)             | AB                             |
| 172                            | Mieke Docx (BEL)                    | 96e                            |
| 173                            | Kathrin Schweinberger (AUT) (route) | AB                             |
| 174                            | Christina Schweinberger (AUT)       | 74e                            |
| 175                            | Nicole Steigenga (NED)              | 67e                            |
| 176                            | Marieke de Groot (NED)              | AB                             |

| Aromitalia Vaiano VAI | Aromitalia Vaiano VAI     | Aromitalia Vaiano VAI |
| --------------------- | ------------------------- | --------------------- |
| Num                   | Coureuse                  | Pos                   |
| 181                   | Rasa Leleivytė (LTU)      | 55e                   |
| 182                   | Letizia Borghesi (ITA)    | 90e                   |
| 183                   | Anastasia Carbonari (ITA) | AB                    |
| 184                   | Carmela Cipriani (ITA)    | 54e                   |
| 185                   | Sofia Collinelli (ITA)    | AB                    |
| 186                   | Giulia Marchesini (ITA)   | AB                    |

| Arkéa Pro Cycling Team ARK | Arkéa Pro Cycling Team ARK | Arkéa Pro Cycling Team ARK |
| -------------------------- | -------------------------- | -------------------------- |
| Num                        | Coureuse                   | Pos                        |
| 191                        | Sandra Levenez (FRA)       | 26e                        |
| 192                        | Coralie Houdin (FRA)       | 82e                        |
| 193                        | Lucie Jounier (FRA)        | AB                         |
| 194                        | Typhaine Laurance (FRA)    | 64e                        |
| 195                        | Anaïs Morichon (FRA)       | AB                         |
| 196                        | Gladys Verhulst (FRA)      | 65e                        |

| Ciclotel CTL | Ciclotel CTL               | Ciclotel CTL |
| ------------ | -------------------------- | ------------ |
| Num          | Coureuse                   | Pos          |
| 201          | Olha Kulynych (UKR)        | 103e         |
| 202          | Kim de Baat (BEL)          | AB           |
| 203          | Valeriya Kononenko (UKR)   | 61e          |
| 204          | Alice Sharpe (IRL) (route) | 98e          |
| 205          | Sara Van de Vel (BEL)      | 60e          |
| 206          | Kirstie van Haaften (NED)  | AB           |

| Chevalmeire CCT | Chevalmeire CCT           | Chevalmeire CCT |
| --------------- | ------------------------- | --------------- |
| Num             | Coureuse                  | Pos             |
| 211             | Rossella Ratto (ITA)      | 76e             |
| 212             | Thalita de Jong (NED)     | AB              |
| 215             | Puck Moonen (NED)         | AB              |
| 216             | Kelly Van den Steen (BEL) | 95e             |

| Charente-Maritime CMW | Charente-Maritime CMW | Charente-Maritime CMW |
| --------------------- | --------------------- | --------------------- |
| Num                   | Coureuse              | Pos                   |
| 221                   | Coralie Demay (FRA)   | AB                    |
| 222                   | Noémie Abgrall (FRA)  | 92e                   |
| 223                   | Alice Coutinho (FRA)  | AB                    |
| 224                   | India Grangier (FRA)  | 72e                   |
| 225                   | Manon Souyris (FRA)   | 62e                   |

| Massi Tactic MAT | Massi Tactic MAT              | Massi Tactic MAT |
| ---------------- | ----------------------------- | ---------------- |
| Num              | Coureuse                      | Pos              |
| 231              | Mireia Benito (ESP)           | AB               |
| 232              | Isabel Martin (ESP)           | AB               |
| 233              | Martina Moreno Monteys (ESP)  | AB               |
| 234              | Nerea Nuno Iglesias (ESP)     | AB               |
| 235              | Gabrielle Pilote Fortin (CAN) | AB               |
| 236              | Mireia Trias (ESP)            | 100e             |

| Boels Dolmans DLT | Boels Dolmans DLT                  | Boels Dolmans DLT |
| ----------------- | ---------------------------------- | ----------------- |
| Num               | Coureuse                           | Pos               |
| 1                 | Anna van der Breggen (NED) (route) | 1re               |
| 2                 | Eva Buurman (NED)                  | 75e               |
| 3                 | Karol-Ann Canuel (CAN) (route)     | 53e               |
| 4                 | Christine Majerus (LUX) (route)    | 45e               |
| 5                 | Amy Pieters (NED)                  | 19e               |
| 7                 | Chantal van den Broek-Blaak (NED)  | 21e               |

| Mitchelton-Scott MTS | Mitchelton-Scott MTS   | Mitchelton-Scott MTS |
| -------------------- | ---------------------- | -------------------- |
| Num                  | Coureuse               | Pos                  |
| 12                   | Jessica Allen (AUS)    | 101e                 |
| 13                   | Grace Brown (AUS)      | 13e                  |
| 14                   | Janneke Ensing (NED)   | 104e                 |
| 15                   | Lucy Kennedy (AUS)     | 14e                  |
| 16                   | Georgia Williams (NZL) | 68e                  |

| CCC-Liv CCC | CCC-Liv CCC                    | CCC-Liv CCC |
| ----------- | ------------------------------ | ----------- |
| Num         | Coureuse                       | Pos         |
| 21          | Marianne Vos (NED)             | 9e          |
| 22          | Sofia Bertizzolo (ITA)         | 84e         |
| 23          | Ashleigh Moolman (RSA) (route) | 6e          |
| 24          | Soraya Paladin (ITA)           | 86e         |
| 25          | Pauliena Rooijakkers (NED)     | 29e         |
| 26          | Sabrina Stultiens (NED)        | 32e         |

| Parkhotel Valkenburg PHV | Parkhotel Valkenburg PHV | Parkhotel Valkenburg PHV |
| ------------------------ | ------------------------ | ------------------------ |
| Num                      | Coureuse                 | Pos                      |
| 31                       | Demi Vollering (NED)     | 3e                       |
| 32                       | Nina Buysman (NED)       | 77e                      |
| 33                       | Anouska Koster (NED)     | 27e                      |
| 34                       | Hanna Nilsson (SWE)      | 36e                      |
| 35                       | Karlijn Swinkels (NED)   | 63e                      |
| 36                       | Nancy van der Burg (NED) | 23e                      |

| Canyon-SRAM Racing CSR | Canyon-SRAM Racing CSR     | Canyon-SRAM Racing CSR |
| ---------------------- | -------------------------- | ---------------------- |
| Num                    | Coureuse                   | Pos                    |
| 41                     | Katarzyna Niewiadoma (POL) | 10e                    |
| 43                     | Hannah Barnes (GBR)        | 20e                    |
| 44                     | Elena Cecchini (ITA)       | 47e                    |
| 45                     | Tiffany Cromwell (AUS)     | 39e                    |
| 46                     | Alexis Magner (USA)        | 87e                    |
| 48                     | Omer Shapira (ISR) (route) | 49e                    |

| Trek-Segafredo TFS | Trek-Segafredo TFS                | Trek-Segafredo TFS |
| ------------------ | --------------------------------- | ------------------ |
| Num                | Coureuse                          | Pos                |
| 51                 | Lizzie Deignan (GBR)              | 4e                 |
| 52                 | Audrey Cordon-Ragot (FRA) (route) | 37e                |
| 53                 | Elisa Longo Borghini (ITA)        | 5e                 |
| 54                 | Anna Plichta (POL)                | AB                 |
| 55                 | Tayler Wiles (USA)                | AB                 |
| 56                 | Ruth Edwards (USA) (route)        | 31e                |

| FDJ-Nouvelle Aquitaine-Futuroscope FDJ | FDJ-Nouvelle Aquitaine-Futuroscope FDJ | FDJ-Nouvelle Aquitaine-Futuroscope FDJ |
| -------------------------------------- | -------------------------------------- | -------------------------------------- |
| Num                                    | Coureuse                               | Pos                                    |
| 61                                     | Cecilie Uttrup Ludwig (DEN)            | 2e                                     |
| 62                                     | Brodie Chapman (AUS)                   | 48e                                    |
| 63                                     | Eugénie Duval (FRA)                    | 79e                                    |
| 64                                     | Victorie Guilman (FRA)                 | 70e                                    |
| 65                                     | Évita Muzic (FRA)                      | 56e                                    |
| 66                                     | Jade Wiel (FRA)                        | 78e                                    |

| Sunweb SUN | Sunweb SUN             | Sunweb SUN |
| ---------- | ---------------------- | ---------- |
| Num        | Coureuse               | Pos        |
| 71         | Liane Lippert (GER)    | 8e         |
| 72         | Alison Jackson (CAN)   | 40e        |
| 73         | Leah Kirchmann (CAN)   | 44e        |
| 74         | Juliette Labous (FRA)  | 22e        |
| 75         | Floortje Mackaij (NED) | 18e        |
| 76         | Wilma Olausson (SWE)   | 91e        |

| Alé BTC Ljubljana ALE | Alé BTC Ljubljana ALE      | Alé BTC Ljubljana ALE |
| --------------------- | -------------------------- | --------------------- |
| Num                   | Coureuse                   | Pos                   |
| 81                    | Mavi García (ESP) (route)  | 38e                   |
| 82                    | Eugenia Bujak (SLO)        | 34e                   |
| 83                    | Anastasia Chursina (RUS)   | 16e                   |
| 84                    | Tatiana Guderzo (ITA)      | 85e                   |
| 85                    | Urša Pintar (SLO) (route)  | 25e                   |
| 86                    | Eri Yonamine (JPN) (route) | 50e                   |

| Movistar Team MOV | Movistar Team MOV         | Movistar Team MOV |
| ----------------- | ------------------------- | ----------------- |
| Num               | Coureuse                  | Pos               |
| 91                | Katrine Aalerud (NOR)     | 11e               |
| 93                | Jelena Erić (SRB) (route) | 28e               |
| 94                | Alicia González (ESP)     | 93e               |
| 95                | Paula Patiño (COL)        | 41e               |
| 96                | Gloria Rodríguez (ESP)    | 51e               |
| 98                | Lourdes Oyarbide (ESP)    | 99e               |

| Ceratizit-WNT Pro Cycling WNT | Ceratizit-WNT Pro Cycling WNT | Ceratizit-WNT Pro Cycling WNT |
| ----------------------------- | ----------------------------- | ----------------------------- |
| Num                           | Coureuse                      | Pos                           |
| 101                           | Erica Magnaldi (ITA)          | 42e                           |
| 102                           | Laura Asencio (FRA)           | 89e                           |
| 103                           | Kathrin Hammes (GER)          | 66e                           |
| 104                           | Julie Norman Leth (DEN)       | 83e                           |
| 105                           | Sarah Rijkes (AUT)            | 69e                           |
| 106                           | Lara Vieceli (ITA)            | 73e                           |

| Valcar-Travel & Service VAL | Valcar-Travel & Service VAL | Valcar-Travel & Service VAL |
| --------------------------- | --------------------------- | --------------------------- |
| Num                         | Coureuse                    | Pos                         |
| 111                         | Marta Cavalli (ITA)         | 17e                         |
| 112                         | Elisa Balsamo (ITA)         | 46e                         |
| 113                         | Vittoria Guazzini (ITA)     | 88e                         |
| 115                         | Federica Piergiovanni (ITA) | AB                          |
| 116                         | Silvia Pollicini (ITA)      | 102e                        |

| Paule Ka EPK | Paule Ka EPK                     | Paule Ka EPK |
| ------------ | -------------------------------- | ------------ |
| Num          | Coureuse                         | Pos          |
| 121          | Mikayla Harvey (NZL)             | 7e           |
| 122          | Elise Chabbey (SUI)              | 24e          |
| 123          | Niamh Fisher-Black (NZL) (route) | 12e          |
| 124          | Nikola Nosková (CZE)             | 52e          |

| Lotto Soudal Ladies LSL | Lotto Soudal Ladies LSL  | Lotto Soudal Ladies LSL |
| ----------------------- | ------------------------ | ----------------------- |
| Num                     | Coureuse                 | Pos                     |
| 131                     | Julie Van de Velde (BEL) | AB                      |
| 132                     | Teuntje Beekhuis (NED)   | 43e                     |
| 135                     | Lone Meertens (BEL)      | 97e                     |
| 136                     | Jesse Vandenbulcke (BEL) | AB                      |

| Cogeas-Mettler-Look Pro Cycling Team CGS | Cogeas-Mettler-Look Pro Cycling Team CGS | Cogeas-Mettler-Look Pro Cycling Team CGS |
| ---------------------------------------- | ---------------------------------------- | ---------------------------------------- |
| Num                                      | Coureuse                                 | Pos                                      |
| 141                                      | Maria Novolodskaya (RUS)                 | 58e                                      |
| 142                                      | Annabel Fisher (GBR)                     | AB                                       |
| 143                                      | Iuliia Galimullina (RUS)                 | 94e                                      |
| 144                                      | Aigul Gareeva (RUS)                      | 57e                                      |
| 146                                      | Noemi Rüegg (SUI)                        | AB                                       |
| 147                                      | Diana Klimova (RUS) (route)              | 59e                                      |

| Astana Women's ASA | Astana Women's ASA    | Astana Women's ASA |
| ------------------ | --------------------- | ------------------ |
| Num                | Coureuse              | Pos                |
| 151                | Lisandra Guerra (CUB) | 35e                |
| 153                | Liliana Moreno (COL)  | AB                 |
| 155                | Katia Ragusa (ITA)    | 30e                |
| 156                | Olga Shekel (UKR)     | AB                 |

| Tibco-Silicon Valley Bank TIB | Tibco-Silicon Valley Bank TIB | Tibco-Silicon Valley Bank TIB |
| ----------------------------- | ----------------------------- | ----------------------------- |
| Num                           | Coureuse                      | Pos                           |
| 161                           | Lauren Stephens (USA)         | 15e                           |
| 162                           | Leah Dixon (GBR)              | 80e                           |
| 163                           | Kristen Faulkner (USA)        | 33e                           |
| 164                           | Nina Kessler (NED)            | 71e                           |
| 165                           | Sharlotte Lucas (NZL) (route) | 81e                           |
| 166                           | Shannon Malseed (AUS)         | AB                            |

| Doltcini-Van Eyck-Proximus DVE | Doltcini-Van Eyck-Proximus DVE      | Doltcini-Van Eyck-Proximus DVE |
| ------------------------------ | ----------------------------------- | ------------------------------ |
| Num                            | Coureuse                            | Pos                            |
| 171                            | Nicole Hanselmann (SUI)             | AB                             |
| 172                            | Mieke Docx (BEL)                    | 96e                            |
| 173                            | Kathrin Schweinberger (AUT) (route) | AB                             |
| 174                            | Christina Schweinberger (AUT)       | 74e                            |
| 175                            | Nicole Steigenga (NED)              | 67e                            |
| 176                            | Marieke de Groot (NED)              | AB                             |

| Aromitalia Vaiano VAI | Aromitalia Vaiano VAI     | Aromitalia Vaiano VAI |
| --------------------- | ------------------------- | --------------------- |
| Num                   | Coureuse                  | Pos                   |
| 181                   | Rasa Leleivytė (LTU)      | 55e                   |
| 182                   | Letizia Borghesi (ITA)    | 90e                   |
| 183                   | Anastasia Carbonari (ITA) | AB                    |
| 184                   | Carmela Cipriani (ITA)    | 54e                   |
| 185                   | Sofia Collinelli (ITA)    | AB                    |
| 186                   | Giulia Marchesini (ITA)   | AB                    |

| Arkéa Pro Cycling Team ARK | Arkéa Pro Cycling Team ARK | Arkéa Pro Cycling Team ARK |
| -------------------------- | -------------------------- | -------------------------- |
| Num                        | Coureuse                   | Pos                        |
| 191                        | Sandra Levenez (FRA)       | 26e                        |
| 192                        | Coralie Houdin (FRA)       | 82e                        |
| 193                        | Lucie Jounier (FRA)        | AB                         |
| 194                        | Typhaine Laurance (FRA)    | 64e                        |
| 195                        | Anaïs Morichon (FRA)       | AB                         |
| 196                        | Gladys Verhulst (FRA)      | 65e                        |

| Ciclotel CTL | Ciclotel CTL               | Ciclotel CTL |
| ------------ | -------------------------- | ------------ |
| Num          | Coureuse                   | Pos          |
| 201          | Olha Kulynych (UKR)        | 103e         |
| 202          | Kim de Baat (BEL)          | AB           |
| 203          | Valeriya Kononenko (UKR)   | 61e          |
| 204          | Alice Sharpe (IRL) (route) | 98e          |
| 205          | Sara Van de Vel (BEL)      | 60e          |
| 206          | Kirstie van Haaften (NED)  | AB           |

| Chevalmeire CCT | Chevalmeire CCT           | Chevalmeire CCT |
| --------------- | ------------------------- | --------------- |
| Num             | Coureuse                  | Pos             |
| 211             | Rossella Ratto (ITA)      | 76e             |
| 212             | Thalita de Jong (NED)     | AB              |
| 215             | Puck Moonen (NED)         | AB              |
| 216             | Kelly Van den Steen (BEL) | 95e             |

| Charente-Maritime CMW | Charente-Maritime CMW | Charente-Maritime CMW |
| --------------------- | --------------------- | --------------------- |
| Num                   | Coureuse              | Pos                   |
| 221                   | Coralie Demay (FRA)   | AB                    |
| 222                   | Noémie Abgrall (FRA)  | 92e                   |
| 223                   | Alice Coutinho (FRA)  | AB                    |
| 224                   | India Grangier (FRA)  | 72e                   |
| 225                   | Manon Souyris (FRA)   | 62e                   |

| Massi Tactic MAT | Massi Tactic MAT              | Massi Tactic MAT |
| ---------------- | ----------------------------- | ---------------- |
| Num              | Coureuse                      | Pos              |
| 231              | Mireia Benito (ESP)           | AB               |
| 232              | Isabel Martin (ESP)           | AB               |
| 233              | Martina Moreno Monteys (ESP)  | AB               |
| 234              | Nerea Nuno Iglesias (ESP)     | AB               |
| 235              | Gabrielle Pilote Fortin (CAN) | AB               |
| 236              | Mireia Trias (ESP)            | 100e             |